# Электроакустическая музыка
Электроакустическая музыка (англ. Electroacoustic music) — вид электронной музыки, создаваемой путём манипуляций с предварительно записанными или генерируемыми звуками. Обычно такая музыка хранится на электронных носителях информации и воспроизводится при помощи громкоговорителей, то есть без непосредственного участия человека-исполнителя, хотя вполне допустимо и её «живое» исполнение непосредственно на какой-либо концертной сцене.
Понятие «электроакустическая музыка» традиционно ассоциируется с теми академическими формами «технической музыки», которые имеют выраженную экспериментальную специфику и альтернативную направленность.
В среде музыкантов, поле профессиональной деятельности которых включает в себя различные жанры и формы электронной музыки, электроакустическую музыку относят к одному из направлений академической электронной музыки.

## Возникновение
Электроакустическая музыка начала утверждаться в середине 20-го века как естественное продолжение конкретной музыки в общем контексте «мутации» европейской школы академической музыки в сторону иного композиторского мышления, связанного с резким усилением в нём роли и значения сонорики, алеаторики, стохастики, сериальной техники (включая додекафонию), сериализма (структурализма), пуантилизма и т. д.

## Специфика
В отличие от обычной акустической музыки, в музыке электроакустической чрезвычайно важное (если не первостепенное) значение имеет работа над самим звуковым материалом: над созданием с помощью различных электронных устройств и современных компьютерных технологий новых, «искусственных» музыкальных звуков, сонорных состояний, сложных звуковых текстур и т.д..
При этом в качестве «музыкальных» в электроакустической музыке могут рассматриваться звуки любой природы и любого происхождения.

## Эволюционирование
В середине 70-х годов XX века к электроакустической музыке, наряду с конкретной, примкнула также и «компьютерная музыка» (англ. Computer music).
В определённой степени к эстетической концепции, характеризуемой термином «электроакустика», приблизились также и некоторые экспериментальные и альтернативные направления «молодёжной» музыки («индастриал», «саундскэйп» и т. п.), которые развивались в контексте различных авангардных движений (футуризм, дадаизм и сюрреализм) и опирались прежде всего на работу с шумами и тембрами.

## Разновидности
В значительной степени (с некоторыми оговорками) синонимом термина «электроакустическая музыка» является широко распространённый в академических кругах термин «акусматическая музыка» (фр. Musique acousmatique, англ. Acousmatic music) — музыка, источник звука которой скрыт от слушателя. Среди музыкантов существуют некоторые разногласия, связанные с тем, относить ли данный термин к стилю музыкальной композиции или к виду восприятия музыки.
Разновидностью электроакустической музыки, получившей наибольшее распространение в США, является «магнитофонная музыка» или «музыка для плёнки» (англ. Tape music).

## Представители
К наиболее известным композиторам, работавшим в области электроакустической музыки, с той или иной степенью творческой причастности к ней, относятся: Эдгар Варез, Лучано Берио, Джон Кейдж, Карлхайнц Штокхаузен, Янис Ксенакис, Бруно Мадерна, Луиджи Ноно, Дьёрдь Лигети, Макс Мэтьюс, Милтон Бэббитт, Анри Пуссёр, Дитер Кауфман, Пьер Булез, Эдисон Денисов, Эдуард Артемьев и другие.

## Организации
- Сайт IRCAM. Institut de Recherche et Coordination Acoustique/Musique
- Сайт SEAMUS Society for Electro-Acoustic Music in the United States
- Сайт проекта Sound and Music
- Сайт Российской ассоциации электроакустической музыки
- Сайт Центра Электроакустической Музыки Московской Консерватории

## Фестивали
Из российских фестивалей электроакустической музыки известны «АльтерМедиум» (AlterMedium), проводившийся в Москве в 2001—2004 годах и международные фестивали, организуемые с 2005 года Екатеринбургской студией электроакустической музыки. В 2022 Центр Электроакустической Музыки Московской Консерватории провёл Первый фестиваль мультимедийной музыки "Биомеханика", посвящённый взаимодействию электроакустической музыки и мультимедиа.
Крупные международные фестивали электроакустической музыки:
- Ars Electronica — Festival Ars Electronica (Linz, Austria)
- Electroacoustic (недоступная ссылка) — International Electroacoustic Music Festival (Bourges, France)
- FUTURA — Festival international d’art acousmatique et des arts de support (Crest, France)
- Inventionen Das Festival für aktuelle Musik im Sommer (Berlin, Germany)
- SICMF — International Computer Music Festival (Seoul, South Korea)

## Печатные издания
- Computer Music Journal
- Electronic Musician
- Organised Sound
- Experimental Musical Instruments
- Perspectives of New Music
- Journal of the Audio Engineering Society
- Ars Sonora Revue
- SoNHoRS
- Neue Zeitschrift für Musik
- «Электронная музыка»

## Конференции и симпозиумы
- ICMC — International Computer Music Conference (coordinated by International Computer Music Association since 1974)
- NIME — International Conference on New Interfaces for Musical Expression (since 2000)
- SEAMUS — Society for Electro-Acoustic Music National Conference (coordinated by SEAMUS since 1985)
- TES — Toronto Electroacoustic Symposium (since 2007)